# Borsos Mihály
Borsos Mihály (1706. április 28. – Bozók, 1761. június 15.) jezsuita rendi szerzetes.

## Élete
Erdélyi székely származású volt. 1728-ban Budán végezte a filozófiát és Trencsénben a három próbaévet, utána Kassán a negyediket. Letette a negyedik fogadalmat. Az ifjúságot a középiskolában több évig oktatta, azután magyar hitszónokká lett. Sárospatakon a plébániát látta el, és az ottani rendház főnöke volt. Innét Turócba ment ugyanazon minőségben. Végül Bozókra került.

## Művei
- Epistolae Bidermanni. Claudiopoli, 1733
- Idea perfecti belli imperatoris oratorie adumbrata. Uo. 1734